# Koryū Uchinādi

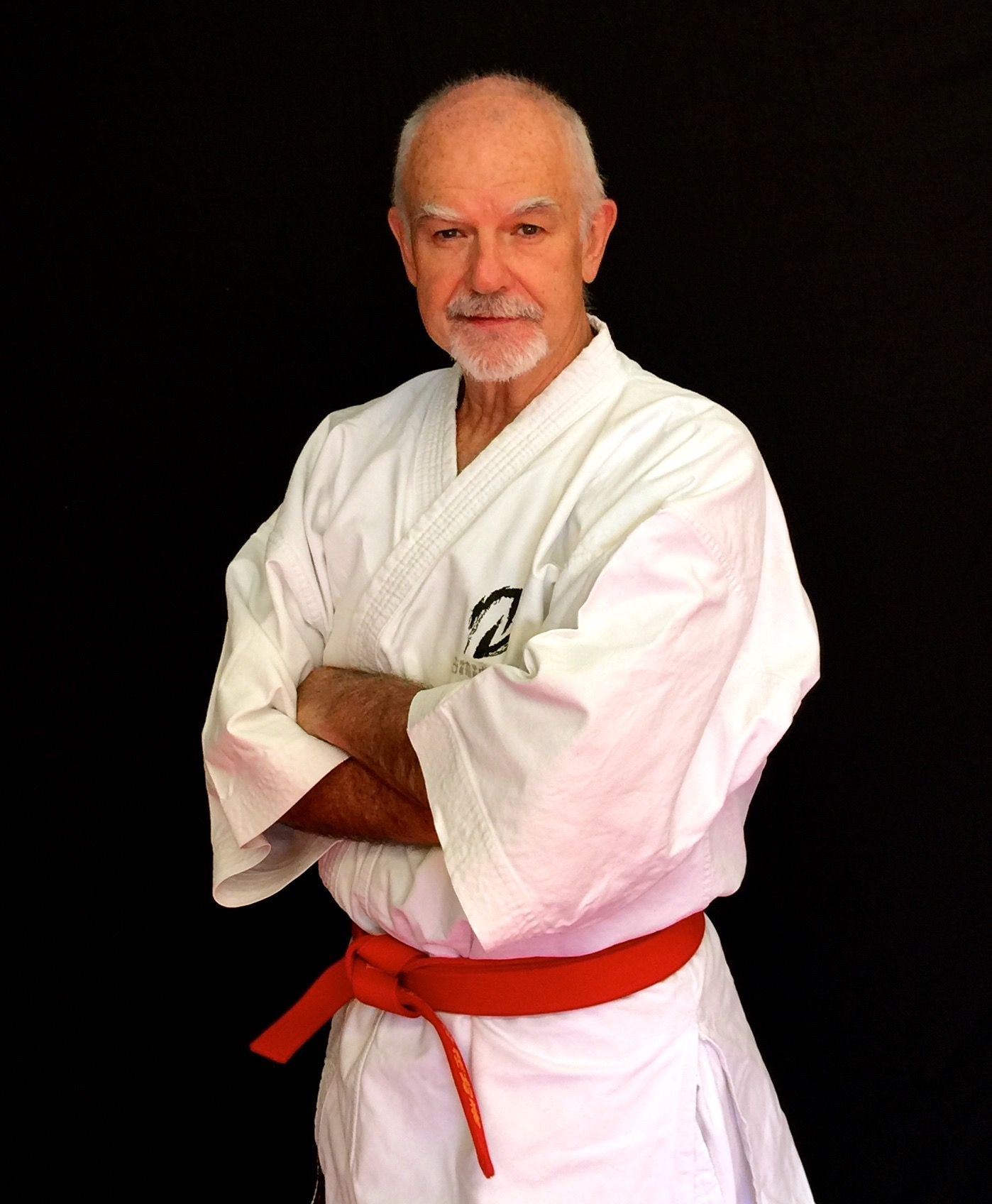
Patrick McCarthy, Begründer des Koryū Uchinādi, 2015

Koryū Uchinādi (von jap./ryūkyū Koryū Uchinādi (古流ウチナーディ), dt. „alte Kampfkunst aus Okinawa“) ist ein von Patrick McCarthy begründeter moderner Kampfkunststil, der sich auf die Ursprünge des Karate beruft. Er basiert auf den in der Provinz Fujian (China), während der Qing-Dynastie (1644–1911) entwickelten und später unsystematisch nach Okinawa (ryūkyū: Uchinā) eingeführten Quanfa-Übungen. Diese Techniken haben sich mit den bereits vorhandenen alten Kampfkünsten Okinawas vermischt und wurden schließlich durch die japanische Kultur beeinflusst.

## Ursprung
Koryū Uchinādi hat seine Wurzeln vorwiegend in den chinesischen und okinawanischen Kampfkünsten, ist aber stark durch die japanische Kultur geprägt. Es handelt sich um persönliche Interpretationen allgemeiner Prinzipien, nicht um einen fertigen Stil. Koryū Uchinādi verfolgt im Wesentlichen zwei Ziele. Zum einen geht es darum kämpfen und sich verteidigen zu lernen, zum anderen bietet Koryū Uchinādi einen Weg zum Verstehen von Kata, die oft als das Rätsel des Karate bezeichnet werden, weil sie in formalisierter Darstellung verteidigungsrelevante Prinzipien und Techniken enthalten.
Koryū Uchinādi ist das Ergebnis Patrick McCarthys persönlicher Analyse der Lehren von Karate-Pionieren wie: Kojo Taite (1837–1917), Aragaki Seisho (1840–1920), Xie Zhongxiang (1852–1930), Higaonna Kanryō (1853–1916), Hanashiro Chomo (1869–1945), Motobu Choki (1871–1944), Zhou Zhihe (1874–1926), Wu Xianhui (1886–1940), Tang Daiji (1887–1937), Kiyoda Juhatsu (1886–1967), Miao Xing (1881–1939), Oshiro Chojo (1887–1935), Richard Kim (1917–2001) und Kinjo Hiroshi (1919–2013).

## Kata
Im Koryu Uchinadi Karatesystem findet man eine Vielzahl von Kata, von denen einige noch heute unter einem anderen Namen existieren. Hier sind die Kata in Reihenfolge aufgezählt:
Taisabaki 1-6, Chokyu, Nepai, Hakutsuru, Ryushan, Kushanku, Passai, Seisan, Niseishi, Soshin, Rakan Ken, Unshu und Nanshu.

## Techniken
Koryū Uchinādi benutzt die auch aus anderen Kampfkünsten bekannten Technikgruppen
- Attackieren des Körpers durch Schläge und Tritte (Tsuki Waza, Heisho Waza, Kaishu Waza, Keri Waza)
- Gelenkhebel und das Attackieren von Vitalpunkten (Kansetsu Waza, Tuite Waza, Kyushu Jutsu),
- Würge- und Strangulierungstechniken (Shime Waza),
- Würfe und Stand-Bodenübergänge und die zugehörige Fallschule (Nage Waza, Ukemi Waza),
- Clinch und Bodenkampf (Ne Waza).

Eine Analyse aller waffenlosen Kampfkünste ergibt, dass Schläge (offene Hand, geschlossene Hand, Ellenbogen und andere), Tritte, Stellungen und Körperdynamik (um Schläge und Tritte oder auch Würgen, Hebel, Würfe optimal anzubringen) und "Blöcke" (besser: Technikannahmen) in allen Kampfkünsten vorkommen. Auch wenn dies nur eine mögliche Systematisierung darstellt, so ist sie doch plausibel und veranlasst, die damit zusammenhängenden Techniken und Fähigkeiten gezielt auszubilden, weshalb es im Koryū Uchinādi die folgenden Basisübungen gibt:
- Tsuki Waza (Fausttechniken)
- Kaishu Waza (Techniken mit der offenen Hand)
- Kamae Waza (Stellungen und Körperhaltungen)
- Taisabaki (Körperbewegung)
- Heisho Waza (Sonstige Arten der Kraftübertragung)
- Uke Waza (Techniken des Annehmens und Weiterleitens)
- Keri Waza (Fußtechniken)

Diese sieben fundamentalen Übungen umfassen sowohl Solo- als auch Partnerübungen in Form von kata, Flowdrills und beendenden Einzeltechniken und leisten damit einen wesentlichen Beitrag zum Erlernen verteidigungsrelevanter Techniken und zum Verständnis dessen, was sich hinter einer kata verbirgt.
Ein weiterer wesentlicher Teil des Koryū Uchinādi ist das Waffentraining (Bō, Wēku, Sai, Tuifa, Kama, Tinbei Rochin etc.).